# يوشيفيومي كاناكوبو
يوشيفيومي كاناكوبو (باليابانية: 金久保 好史) (19 أبريل 1970 في إيباراكي في اليابان – )؛ هو لاعب كرة قدم سابق كان يلعب كلاعب وسط.